# Leehelea wasselli
Leehelea wasselli är en tvåvingeart som beskrevs av Debenham 1974. Leehelea wasselli ingår i släktet Leehelea och familjen svidknott. Inga underarter finns listade i Catalogue of Life.